# Leptopisa
Leptopisa is een geslacht van kreeftachtigen uit de klasse van de Malacostraca (hogere kreeftachtigen).

## Soorten
- Leptopisa australis Griffin & Tranter, 1986
- Leptopisa nipponensis Sakai, 1938
- Leptopisa setirostris (Stimpson, 1871)